# Mario Laganà
Mario Bruno Laganà (Locri, 10 dicembre 1930) è un politico italiano, della Democrazia Cristiana.

## Biografia
Avvocato, esperto del credito, è stato Consigliere di Amministrazione (esecutivo) del Banco di Napoli, Isveimer, Credito Sportivo, Sindaco dell'Imi, Fime trading, Commissario straordinario del Consorzio del Bergamotto.
Ha ricoperto vari incarichi negli Enti locali.
Nel 1979 viene candidato per la prima volta alla Camera dei Deputati , risultando eletto con oltre 55.000 preferenze.
Democristiano, è stato il referente calabrese (con il Ministro Dario Antoniozzi) della potente corrente di Emilio Colombo.
In Commissione Finanza e Tesoro si distingue per una serie di provvedimenti legislativi in materia di credito.
Entra a far parte della Co.Par. (Cooperativa Parlamentare), costituita da un ridottissimo numero di deputati di ogni partito, esperti del credito tra cui gli On.li Goria e Bassetti.
Nel 1980 il settimanale "Panorama" lo cita tra i cento uomini più potenti d'Italia.
Nella IX legislatura subentra alla Camera dei Deputati a Lodovico Ligato,  il 15 gennaio 1986 dopo le dimissioni dello stesso, nominato Presidente delle Ferrovie dello Stato su indicazione di Riccardo Misasi.
È stato presidente dell'Assemblea regionale calabrese de La Margherita fino al confluire di questa nel Partito Democratico.
Padre dell'On.Maria Grazia Laganà, è suocero di Francesco Fortugno, il vicepresidente del Consiglio regionale della Calabria, assassinato dalla 'ndrangheta il 16 ottobre 2005 a Locri.